# Histoire Naturelle des Quinquinas

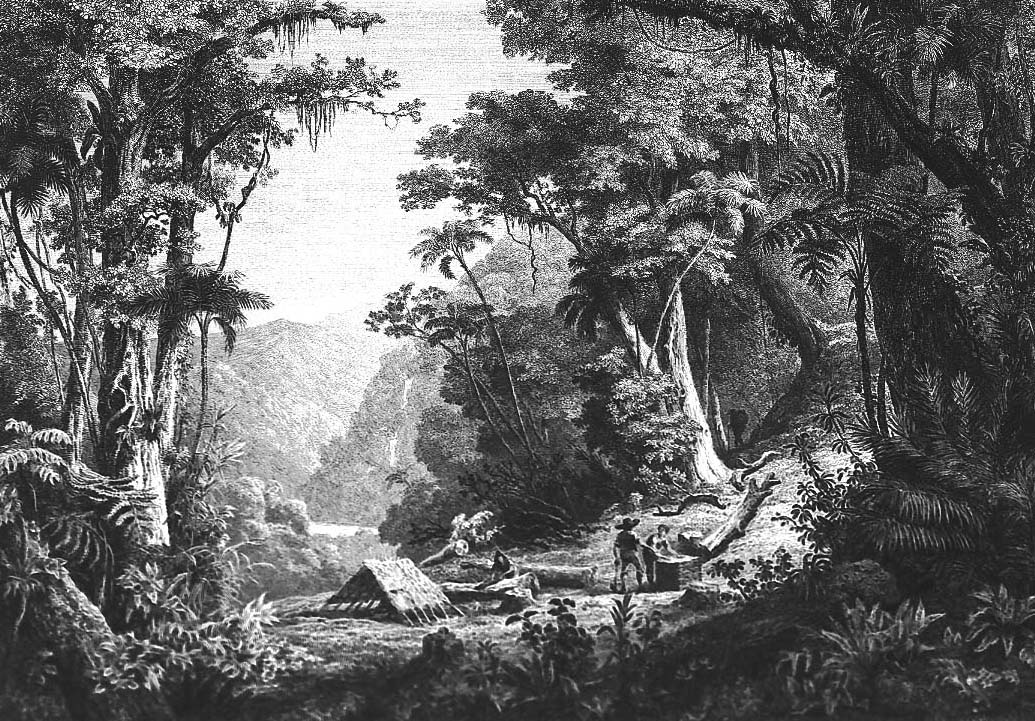
Valles de San Juan del Oro
Histoire Naturelle des quinquinas
J. Denis & Hugh Algernon Weddell

Histoire Naturelle des Quinquinas (abreviado Hist. Nat. Quinquinas) es un libro con ilustraciones y descripciones botánicas que fue escrito por Hugh Algernon Weddell y publicado en 1849. Es una monografía describiendo la Cinchona.